# Tomáš Borek
Tomáš Borek (* 4. duben 1986, Karlovy Vary) je český fotbalový záložník, v současnosti hráč klubu 1. FK Příbram.

## Klubová kariéra
Odchovanec SK Toužim, odkud v roce 1998 přišel do FC Viktoria Plzeň. V roce 2008 pak po desiteletém angažmá stráveném také v dorostu přestoupil do 1. FK Příbram. V létě 2011 pak odešel do FC Zbrojovka Brno, který ale po sezoně sestoupil do 2. ligy a Borek odešel Bohemians Praha 1905. V létě 2012 odešel do FK Dukla Praha, kde v sezóně 2012/13 odehrál 29 ligových utkání a vstřelil 7 branek.
V létě 2013 za něj nabídl turecký klub Konyaspor Dukle přes 5 mil. Kč. Do Konyasporu hráč nakonec v červenci 2013 přestoupil a podepsal tříletou smlouvu.
Začátkem září 2016 jej angažoval český prvoligový klub 1. FK Příbram, který prožíval nevydařený start do sezóny 2016/17.